# Ophthalmoblapton
Ophthalmoblapton é um género botânico pertencente à família Euphorbiaceae.

## Espécies
Apresenta 6 espécies:
- Ophthalmoblapton brasiliense
- Ophthalmoblapton crassipes
- Ophthalmoblapton macrophyllum
- Ophthalmoblapton megalophyllum
- Ophthalmoblapton parviflorum
- Ophthalmoblapton pedunculare

## Nome e referências
Ophthalmoblapton Allemão